# Frisia E-I
Die Frisia E-I ist eine als Katamaran konzipierte Personenfähre der AG Reederei Norden-Frisia. Die Fähre wird elektrisch angetrieben.

## Geschichte
Die speziell nach den Anforderungen der Reederei konzipierte Fähre wurde im Dezember 2022 bestellt und unter der Baunummer 571841 von der Damen Shipyards Group gebaut. Der Bau begann mit dem Brennstart am Standort Koźle in Polen am 12. Juni 2023. Die Kiellegung erfolgte am 5. Juli 2023. Der aus Aluminium gefertigte Schiffskörper wurde in drei Teilen gebaut und anschließend per Lkw nach Gorinchem in den Niederlanden transportiert, wo er zusammengefügt und die Fähre ausgerüstet wurde. Die Fähre wurde am 29. Juni 2024 zu Wasser gelassen. Die Ablieferung an die Reederei erfolgte am 15. Januar 2025 und am 21. und 22. Januar 2025 wurde die Fähre nach Norddeich überführt – aufgrund der Wetterlage von Rotterdam bis Borkum zunächst mithilfe eines Schleppers, von Borkum aus dann aus eigener Kraft via Norderney nach Norddeich. Getauft auf den Namen „Frisia E-I“ wurde das Schiff am 21. März 2025 im Hafen von Norddeich. Die Jungfernfahrt mit den ersten zahlenden Gästen fand am 23. März 2025 von Juist nach Norddeich statt.
Seit dem 4. April 2025 pendelt die Fähre bis zu achtmal täglich zwischen Norddeich und Norderney. Die für das Laden der Akkumulatoren nötige Infrastruktur wurde in Norddeich installiert. Das Laden erfolgt dort während der Liegezeit. Die Reederei plant einen autarken Betrieb der Fähre und hat dafür Photovoltaikanlagen unter anderem auf überdachten Parkflächen in Norddeich und anderen Gebäuden des Unternehmens installiert, so dass der Betrieb der Fähre CO2-neutral erfolgen kann. Für die Zwischenspeicherung des erzeugten Stroms verfolgt die Reederei ein Projekt, in dem Altbatterien aus Elektroautos als Energiespeicher genutzt werden sollen.

## Technische Daten und Ausstattung
Die Fähre wird von zwei Elektromotoren mit jeweils 600 kW Leistung angetrieben. Die Motoren wirken jeweils über ein Getriebe auf einen Festpropeller. Die Stromversorgung erfolgt durch Lithium-Ionen-Akkumulatoren mit einer Kapazität von 1800 kWh. Die Antriebe und Akkumulatorbänke sind jeweils in den beiden Schwimmkörpern untergebracht. Die Fähre ist mit zwei elektrisch mit jeweils 75 kW Leistung angetriebenen Bugstrahlrudern ausgestattet, von denen sich jeweils eins in den beiden Schwimmkörpern befindet.
Der Katamaran verfügt über zwei Decks auf den Schwimmkörpern. Auf dem Hauptdeck befinden sich unter anderem die Sitzplätze für die Passagiere. Am Heck befindet ein offener Decksbereich. Das darüberliegende Deck ist zu einem großen Teil ein offenes Deck mit weiteren Sitzgelegenheiten für die Passagiere. Im vorderen Bereich befindet sich das Steuerhaus.